# Classe F (sous-marin italien)
Pour les autres classes de navires du même nom, voir classe F.
Pour les articles homonymes, voir Classe F et Classe F (sous-marin).
La classe F est une classe de sous-marins italiens, construite pendant la Première Guerre mondiale.

## Conception et construction
Conçu par l'ingénieur Cesare Laurenti, major du Corps de la Marine, la classe F est dérivée de la classe Medusa,.
Elle constituait la meilleure classe de sous-marins italiens de la Première Guerre mondiale, présentant de bonnes caractéristiques de manœuvrabilité et de fiabilité, et étant d'un coût limité,. Elle était idéale pour une utilisation dans des bassins étroits, comme l'Adriatique,. Leur seule limite consistait dans la faible profondeur opérationnelle, qui n'était de toute façon pas nécessaire dans une mer comme l'Adriatique,.
Les sus-marins avaient une structure "double coque totale" : la coque intérieure, résistante, était constituée de sections dont la forme variait en fonction des appareils placés dans les différentes pièces ; la coque extérieure avait plutôt la forme d'une coque de torpilleur,. L'espace entre la coque résistante et le pont pourrait être transformé en un caisson de plongée supplémentaire, grâce à l'utilisation de volets étanches. Il y avait quatre ponts doubles.
Ils ont été parmi les premiers sous-marins italiens à transporter un appareil radio et un hydrophone de type "Fessenden".
À partir du F 13, les safrans arrière horizontaux ont été ramenés sous la ligne de flottaison et modifiés.
Certaines des dernières unités de la classe étaient équipées d'un protège-jambes en métal dans la tourelle, ce qui a considérablement modifié leur forme.
Il s'agissait de la plus grande classe de sous-marins italiens, avec 21 unités terminées, auxquelles s'ajoutent de nombreux autres construits pour d'autres pays, comme l'Espagne, le Portugal, le Brésil, la Suède et la Russie.
Outre les vingt-et-une unités qui sont entrées en service, trois autres unités du même type avaient été commandées par la Marine royale (F 22, F 23 et F 24) : mais à la fin de la Première Guerre mondiale, avant d'être reprises, elles ont été vendues à la Marine espagnole, qui les a renommées successivement A-1, A-2 et A-3.

### La classe A espagnole
Grâce au ministre de la Marine, il a été possible d'obtenir, vers le milieu de 1916, la vente par l'Italie des trois derniers navires de la classe F (F 22, F 23 et F 24) en construction, et pour lesquels la marine brésilienne était également intéressée. Pour un coût total de 1.300.000 lires (1.822.000 pesetas à l'époque) sans torpilles, on leur a attribué les numéros A-1, A-2 et A-3.
Par ordonnance royale du 17 juin 1917, les A-1 et A-2 ont reçu les noms de Narciso Monturiol et Cosme García, respectivement en l'honneur des inventeurs de sous-marins, et le A-0 a reçu le nom d'Isaac Peral. Le A 3 n'est resté qu'avec son numéro.
Le 1er septembre 1917, ils sont passés en 3e position et ont navigué jusqu'à Gênes, d'où ils ont commencé leur voyage vers l'Espagne, où ils sont arrivés le 4 du même mois au port de Tarragone accompagnés du croiseur Crucero protegido Extremadura, qui les a escortés depuis La Spezia, pour finalement arriver au port de Carthagène le 14 avril. Une fois sur place, ils ont été enrôlés et, avec l'Isaac Peral (A-0), ils ont été regroupés dans la classe A, formant le premier noyau de l'arme sous-marine de la marine espagnole.
Pendant le reste de la Première Guerre mondiale, les couleurs du drapeau espagnol ont été peintes sur la tourelle, pour éviter toute confusion possible et en signe de neutralité.
Bientôt, ces navires devenaient obsolètes et avec de fréquentes pannes de leur appareil moteur, ils finissaient donc par être destinés à la casse au début des années trente.
Le 22 août 1919, le roi Alphonse XIII d'Espagne embarque à bord du A-1.
Par ordonnance royale du 21 décembre 1920, la Division d'entraînement des sous-marins est constituée, composée de l'Isaac Peral (A0), du Narciso Monturiol (A-1), du Cosme García (A-2), du A-3, du navire de sauvetage Kanguro et de deux torpilleurs.
En juin 1922, le A-3 a été désigné avec le Isaac Peral et le sous-marin B-1 pour transporter de l'eau jusqu'au rocher d'Al Hoceima, qui était harcelé par les plages et les montagnes voisines. Le 22, ils sont partis de Carthagène et sont arrivés le 5 juillet à la tombée de la nuit.
La mission confiée au A-3 était la reconnaissance, protégeant les deux autres sous-marins contre les navires ennemis qui pourraient apparaître. Elle se tenait constamment en vue du Peral. Le feu ennemi les a surpris alors qu'ils se trouvaient au nord-ouest du Rocher, et ils ont reçu l'ordre de se replier.
Le 20 juillet, une nouvelle tentative a été faite, les sous-marins effectuant les mêmes missions, et cette fois ils ont réussi à donner de l'eau au Rocher.
Le 28 mai 1923, le sous-marin B-4 est livré à la marine, ce qui porte à huit le nombre de sous-marins. Cette même année, la division sous-marine de Mahón est créée, gardant le même nom que la division de Carthagène. Les quatre sous-marins de classe B, les A-0 et A-3, ont été initialement affectés à cette division, tandis que les A-1 et A-2 ont été affectés à Mahón.
Le 28 juin 1927, le Cosme García (A-2), de la division Mahón, a subi le premier accident grave de l'histoire de la branche sous-marine espagnole, bien que sans pertes humaines. Alors que l'on tentait de tirer un coup de feu avec de l'air dans le tube de torpille tribord, afin de vérifier le fonctionnement des vannes de mise à feu, lorsque la porte extérieure du tube a été ouverte pour l'inonder, la porte intérieure s'est ouverte brusquement et une grande quantité d'eau est entrée dans la chambre des torpilles, et l'équipage n'a pu la fermer que lorsque l'eau était à hauteur de poitrine.
Le navire était presque submergé. À l'aide de deux grues flottantes de 80 et 60 tonnes, le sous-marin a été accroché avec l'aide de plongeurs et remonté à la surface au moment où des explosions se faisaient entendre à l'intérieur.
À 6 heures du matin, le navire a été autorisé à flotter librement, restant presque à sa flottabilité normale et légèrement incliné sur bâbord. Il a été transporté sur le dock flottant, restant au sec, bien que l'atmosphère à l'intérieur soit irrespirable en raison de sa forte teneur en chlore. L'équipage a été sauvé par l'utilisation de masques à gaz.
Le 17 décembre 1931, elle a été mise hors service et le A-2 a été mis au rebut. Le A-3 a été supprimé de la liste des navires en activité par la loi du 18 mai 1932, laissant en activité le A-1, qui est resté en activité jusqu'au 1er septembre 1934.

## Caractéristiques
La classe F déplaçait 260 tonnes en surface et 320 tonnes en immersion. Les sous-marins mesuraient 46,63 mètres de long, avaient une largeur de 4,22 mètres et un tirant d'eau de 2,62 mètres. Ils avaient une profondeur de plongée opérationnelle de 40 mètres. Leur équipage comptait 2 officiers et 24 sous-officiers et marins.
Pour la navigation de surface, les sous-marins étaient propulsés par deux moteurs diesel FIAT de 325 chevaux-vapeur (cv) (239 kW) chacun entraînant deux arbres d'hélices. En immersion, chaque hélice était entraînée par un moteur électrique Savigliano de 250 chevaux-vapeur (184 kW). Ils pouvaient atteindre 12,3 nœuds (22,8 km/h) en surface et 8 nœuds (14,8 km/h) sous l'eau. En surface, la classe F avait une autonomie de 1 200 milles nautiques (2 222 km) à 9,3 noeuds (17,22 km/h); en immersion, elle avait une autonomie de 139 milles nautiques (257 km) à 1,5 noeuds (2,77 km/h).
Les sous-marins étaient armés de deux tubes lance-torpilles à l'avant (proue) de 45 centimètres, pour lesquels ils transportaient un total de quatre torpilles. Sur le pont arrière se trouvait un canon antiaérien Armstrong de 76/30 mm pour l'attaque en surface. Ils étaient également équipés d'une mitrailleuse Colt de 6,5 mm.

## Les sous-marins de classe F
| Regia Marina - Classe F                                                | Regia Marina - Classe F      | Regia Marina - Classe F | Regia Marina - Classe F | Regia Marina - Classe F | Regia Marina - Classe F                                                   |
| Sous-marin                                                             | Chantier                     | Pose de la quille       | Lancé                   | Mis en service          | Destin                                                                    |
| ---------------------------------------------------------------------- | ---------------------------- | ----------------------- | ----------------------- | ----------------------- | ------------------------------------------------------------------------- |
| F 1                                                                    | FIAT-San Giorgio (La Spezia) | 27 mai 1915             | 2 avril 1916            | 20 octobre 1916         | Radié le 2 juin 1930, puis démoli.                                        |
| F 2                                                                    | FIAT-San Giorgio (La Spezia) | 3 juin 1915             | 4 juin 1916             | 8 septembre 1916        | Radié le 1er février 1929, puis démoli.                                   |
| F 3                                                                    | FIAT-San Giorgio (La Spezia) | 27 mai 1915             | 6 juillet 1916          | 19 octobre 1916         | Radié le 1er septembre 1919, puis démoli.                                 |
| F 4                                                                    | Orlando (Livourne)           | 8 juin 1915             | 19 novembre 1916        | 18 janvier 1917         | Radié le 1er septembre 1919, puis démoli.                                 |
| F 5                                                                    | FIAT-San Giorgio (La Spezia) | 23 mai 1915             | 12 août 1916            | 26 novembre 1916        | Radié le 20 juillet 1929, puis démoli.                                    |
| F 6                                                                    | Orlando (Livourne)           | 16 juin 1915            | 4 mars 1917             | 1er mai 1917            | Radié le 1er août 1935, puis démoli.                                      |
| F 7                                                                    | FIAT-San Giorgio (La Spezia) | 1er juillet 1915        | 23 décembre 1916        | 19 mars 1917            | Radié le 1er février 1929, puis démoli.                                   |
| F 8                                                                    | FIAT-San Giorgio (La Spezia) | 12 juin 1915            | 13 novembre 1916        | 2 février 1917          | Radié le 1er septembre 1919, puis démoli.                                 |
| F 9                                                                    | FIAT-San Giorgio (La Spezia) | 3 juin 1915             | 24 septembre 1916       | 29 décembre 1917        | Radié le 1er août 1928, puis démoli.                                      |
| F 10                                                                   | FIAT-San Giorgio (La Spezia) | 31 août 1915            | 19 octobre 1916         | 29 décembre 1916        | Radié le 2 juin 1930, puis démoli.                                        |
| F 11                                                                   | FIAT-San Giorgio (La Spezia) | 17 juillet 1915         | 17 septembre 1916       | 29 décembre 1916        | Radié le 1er septembre 1919, puis démoli.                                 |
| F 12                                                                   | FIAT-San Giorgio (La Spezia) | 29 juillet 1915         | 30 novembre 1916        | 26 février 1917         | Radié le 20 juillet 1929, puis démoli.                                    |
| F 13                                                                   | Orlando (Livourne)           | 30 septembre 1915       | 20 mai 1917             | 5 août 1917             | Radié le 1er août 1935, puis démoli.                                      |
| F 14                                                                   | Odero (Sestri Ponente)       | 2 octobre 1915          | 23 janvier 1917         | 18 mars 1917            | Coulé le 6 août 1928, renfloué, puis radié le 29 novembre 1928 et démoli. |
| F 15                                                                   | Orlando (Livourne)           | 7 octobre 1915          | 27 mai 1917             | 13 août 1917            | Radié le 28 mai 1929, puis démoli.                                        |
| F 16                                                                   | Odero (Sestri Ponente)       | 4 octobre 1915          | 19 mars 1917            | 30 avril 1917           | Radié le 1er mai 1928, puis démoli.                                       |
| F 17                                                                   | Orlando (Livourne)           | 14 octobre 1915         | 3 juin 1917             | 17 août 1917            | Radié le 1er novembre 1929, puis démoli.                                  |
| F 18                                                                   | Odero (Sestri Ponente)       | 7 octobre 1915          | 15 mai 1917             | 27 juillet 1917         | Radié le 1er octobre 1930, puis démoli.                                   |
| F 19                                                                   | FIAT-San Giorgio (La Spezia) | 23 septembre 1915       | 10 mars 1918            | 24 avril 1918           | Radié le 2 juin 1930, puis démoli.                                        |
| F 20                                                                   | FIAT-San Giorgio (La Spezia) | 10 septembre 1915       | 17 mars 1918            | 7 juin 1918             | Radié le 1er juillet 1935, puis démoli.                                   |
| F 21                                                                   | FIAT-San Giorgio (La Spezia) | 31 août 1915            | 19 mai 1918             | : 31 août 1918          | Radié le 1er octobre 1930, puis démoli.                                   |
| Armada Española / Marina de Guerra de la República Española - Classe A |                              |                         |                         |                         |                                                                           |
| Sous-marin                                                             | Chantier                     | Pose de la quille       | Lancé                   | Mis en service          | Destin                                                                    |
| A-1/Narciso Monturiol                                                  | FIAT-San Giorgio (La Spezia) | 28 septembre 1915       | 17 avril 1917           | 25 août 1917            | Radié le 1er septembre 1934, puis démoli.                                 |
| A-2/Cosme García                                                       | FIAT-San Giorgio (La Spezia) | 9 septembre 1915        | 17 juin 1917            | 25 août 1917            | Radié le 17 décembre 1931, puis démoli.                                   |
| A-3                                                                    | FIAT-San Giorgio (La Spezia) | 23 mars 1916            | 10 juin 1917            | 25 août 1917            | Radié le 18 mai 1932, puis démoli.                                        |